# Harmatos hegyékesség
A harmatos hegyékesség vagy Európa hegyékessége (Lysimachia europaea, korábban Trientalis europaea) a hangavirágúak (Ericales) rendjébe, ezen belül a kankalinfélék (Primulaceae) családjába tartozó faj.

## Előfordulása
A harmatos hegyékesség főleg Nyugat- (beleértve a szigeteket is), Észak- (beleértve a Jeges-tenger egyes szigetét is) és Közép-Európa egyes részein található meg. Európán kívül még megtalálható Ázsia északi felén és Észak-Amerika északnyugati térségeiben is.

## Megjelenése
A harmatos hegyékesség kecses alakú évelő növény, vékony, 5-20 centiméter magas, felálló szárral. Ép szélű, különböző nagyságú levelei fordított lándzsa alakúak, hosszúságuk elérheti a 8 centimétert, de gyakran 5 centiméternél kisebbek. A szár csúcsán laza rozettában helyezkednek el, hónaljukból többnyire 1, ritkán 2 vagy 3 karcsú kocsány ered, egy-egy virággal. A lapos, fehér virágok körülbelül 1,5 centiméter átmérőjűek, pártacimpáik száma 7, olykor 5-6 vagy legfeljebb 9.

## Életmódja
A harmatos hegyékesség a lucosok és az erdeifenyvesek lakója, de a lomberdőkben, a nyírlápokon és a fenyéreken is megtalálható. Humuszos, mészben szegény talajokon nő, 1700 méter tengerszint feletti magasságig.
A virágzási ideje június–július között van.

## Képek

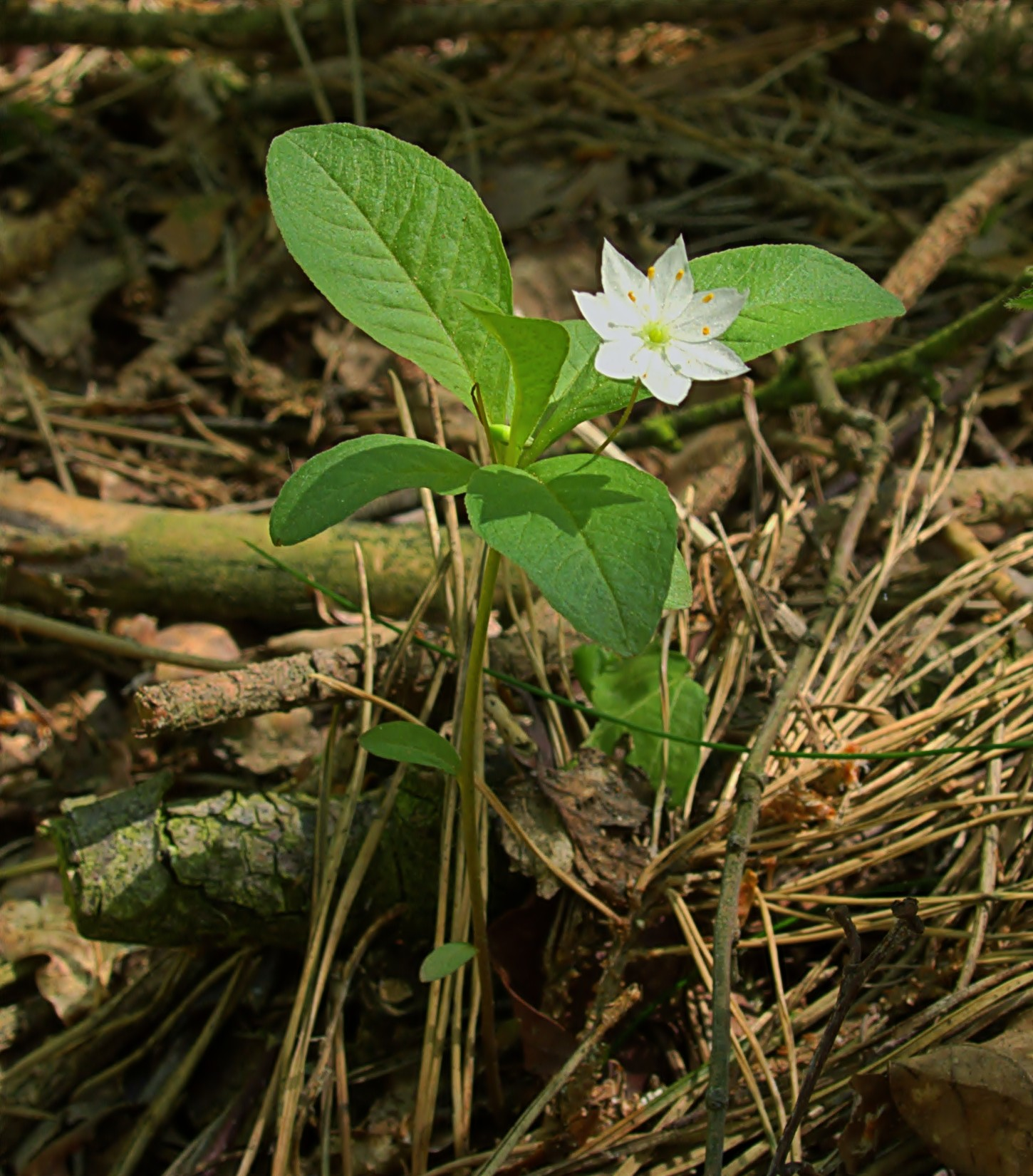
A növény
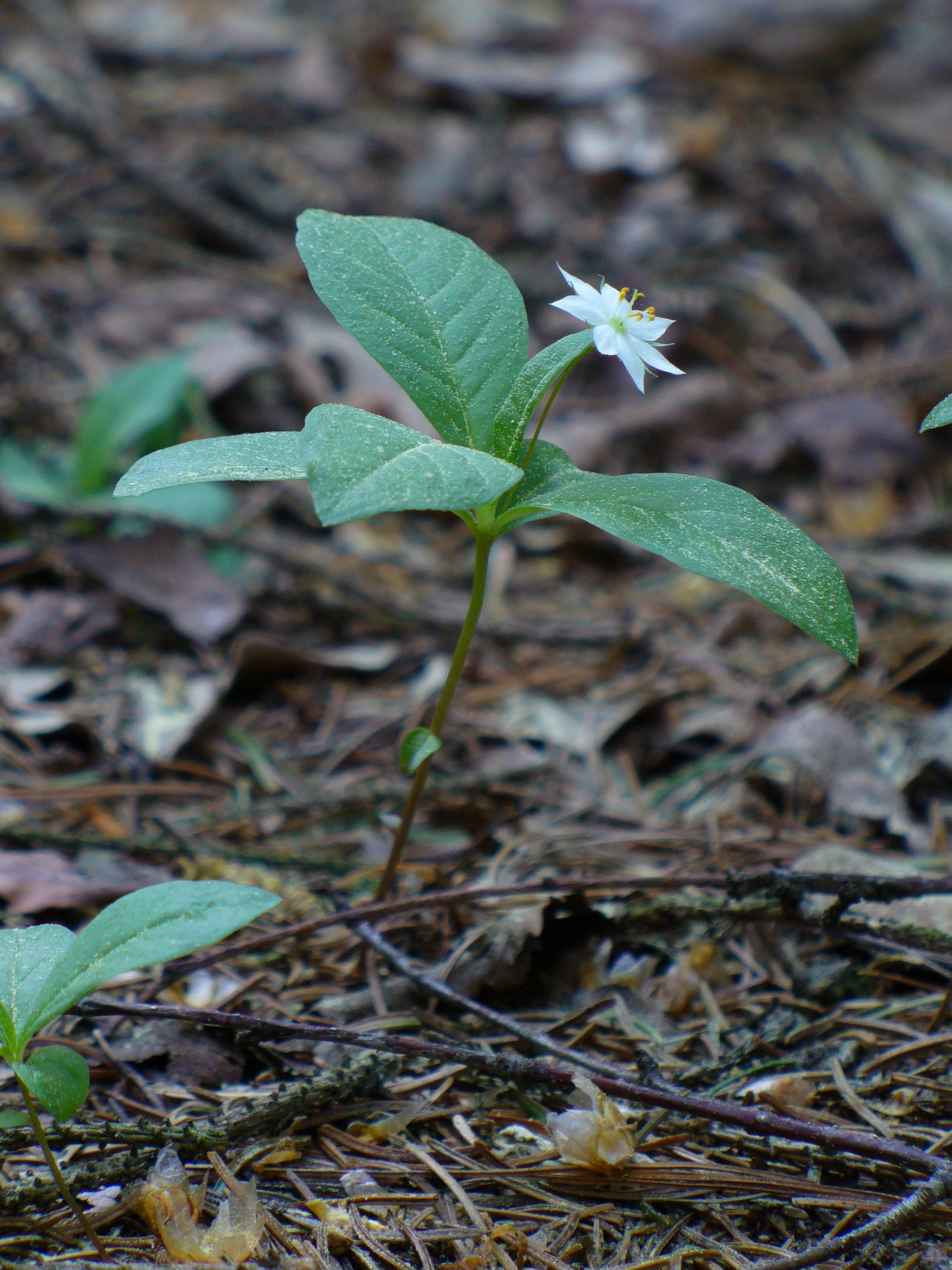
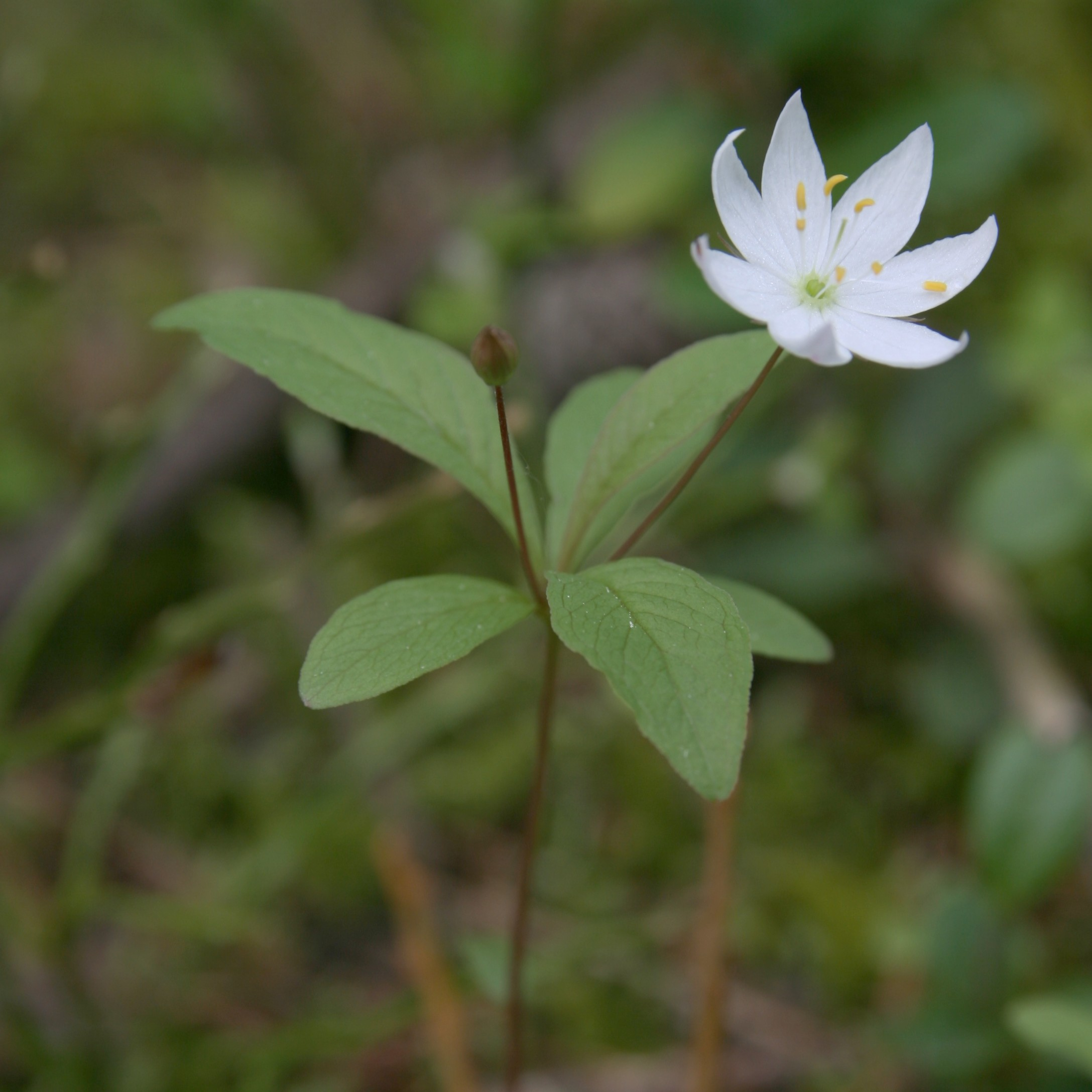
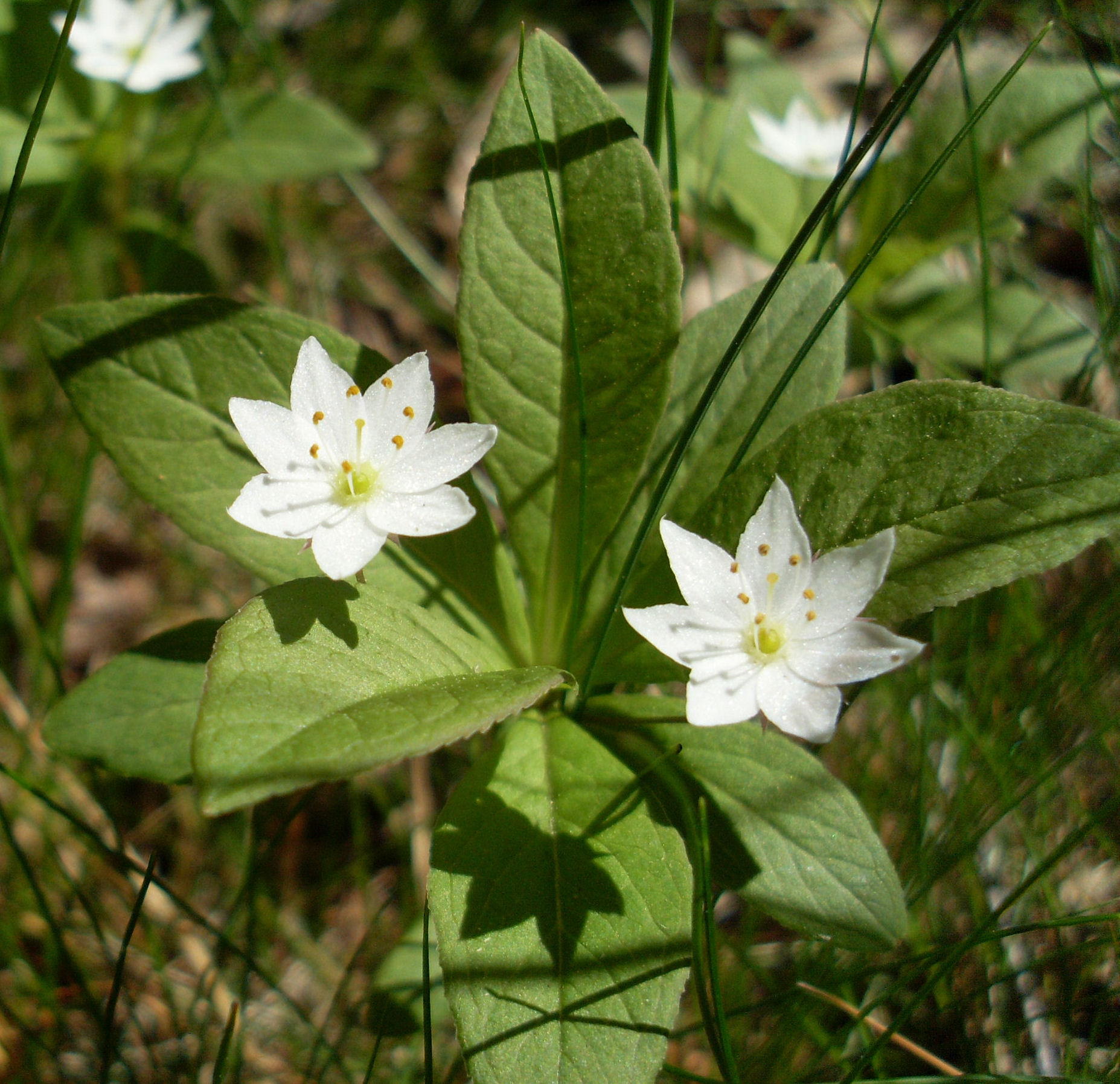
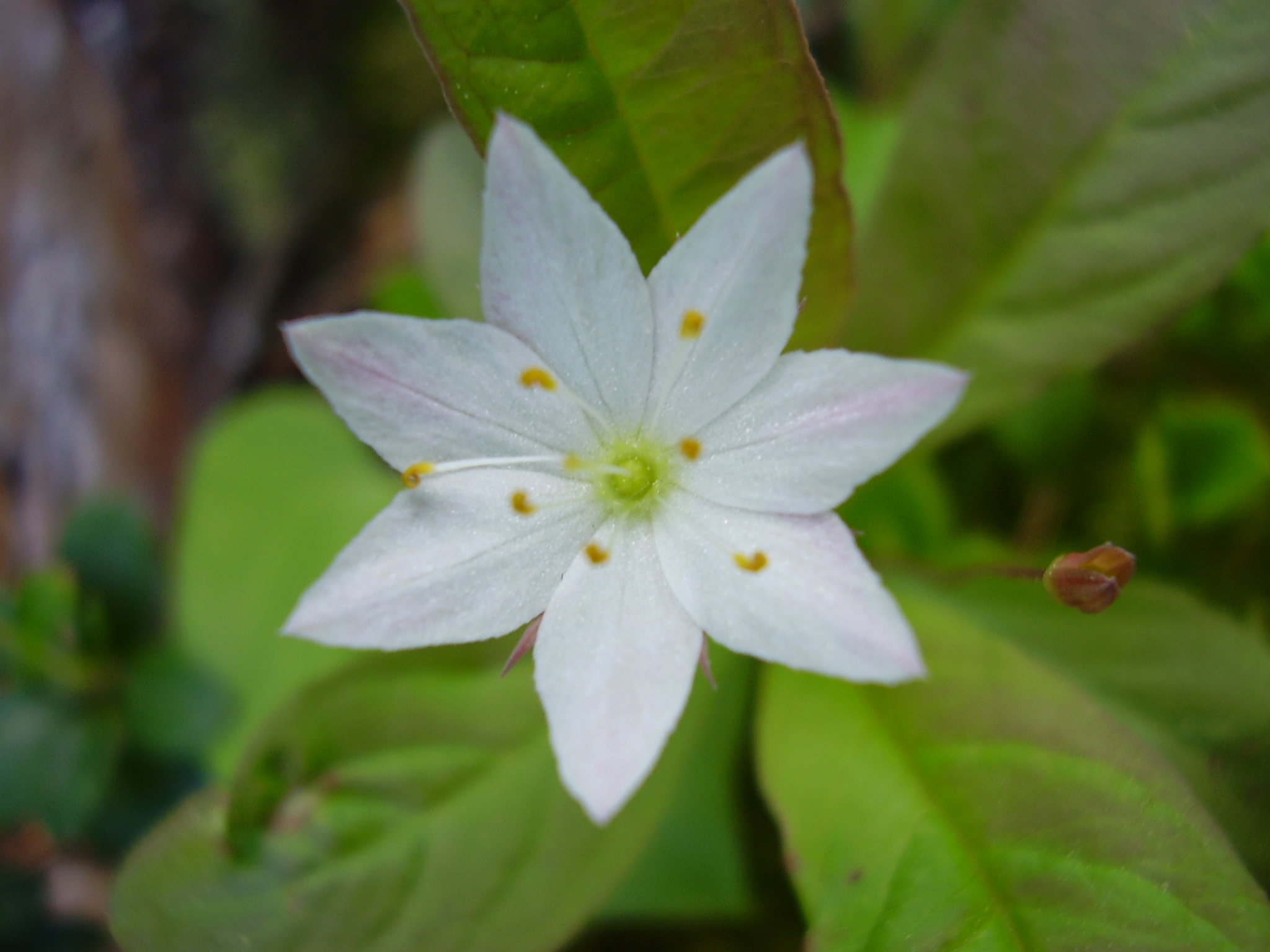
Virága
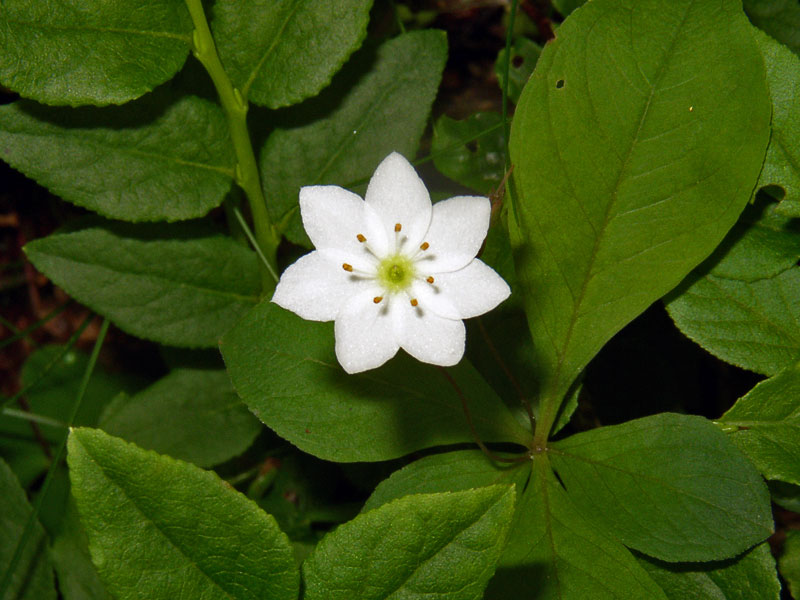
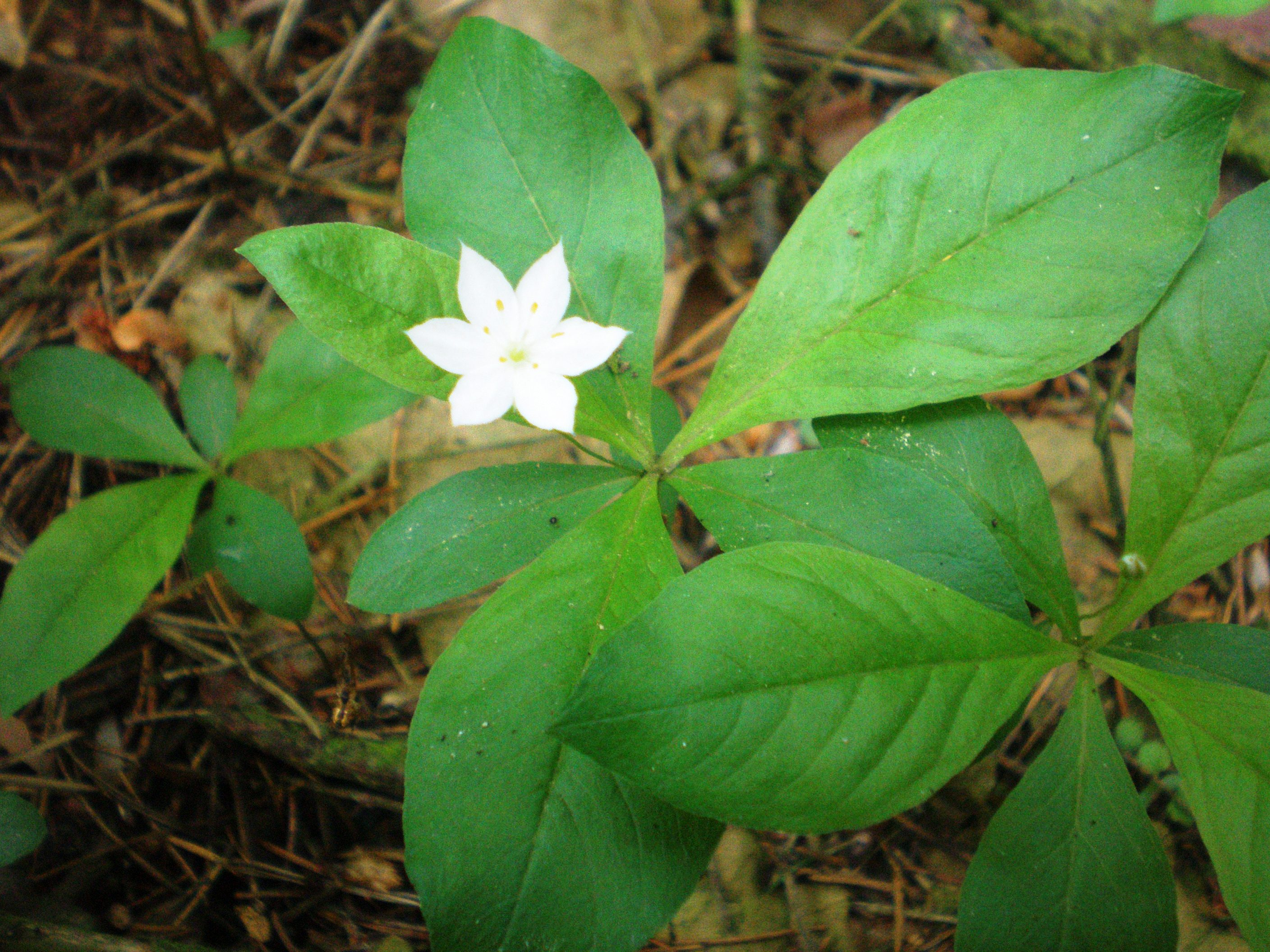
Levelei
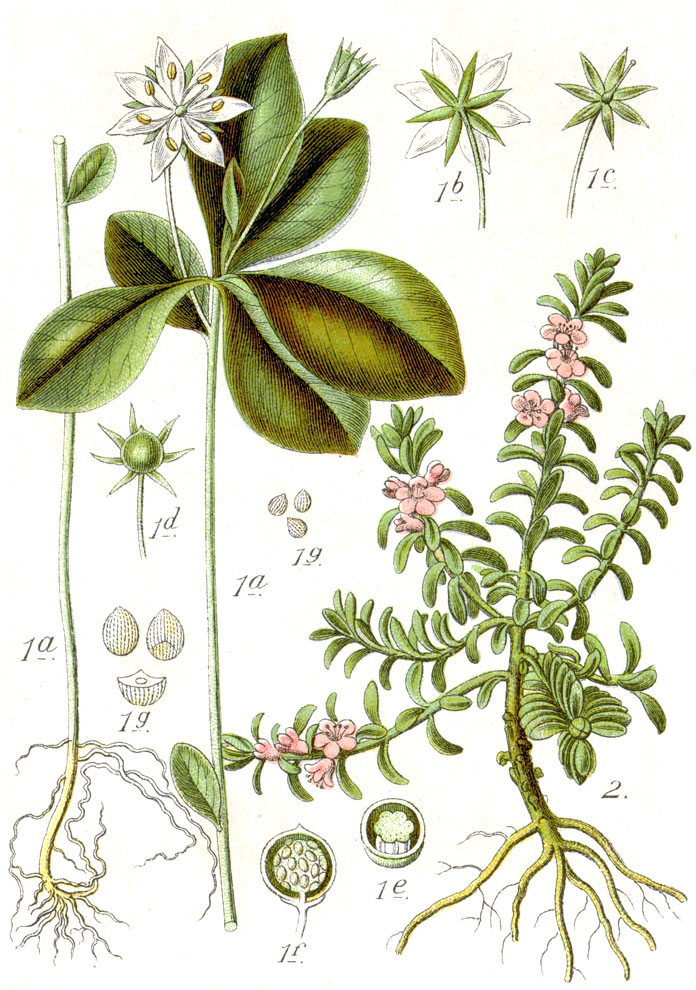
Rajz a növényről